# VfB Germania Halberstadt
Maillots
Le VfB Germania Halberstadt est un club allemand de football localisé à Halberstadt dans la Saxe-Anhalt.
Le club joue ses matchs à domicile au Friedensstadion, doté de 5 000 spectateurs.
Outre le Football, le club, qui compte plus de 1.000 membres, propose diverses sections sportives, dont l’Athlétisme, la Gymnastique, le Judo, le Tennis de table, le Volley-ball. Le cercle a aussi plusieurs sections féminines.

## Histoire

Ancien logo du BSG Lok Halberstadt

Le club actuel est l’héritier des évolutions que connut le club reconstitué sur les racines de l’ancien FC Germania Halberstadt (fondé le 1er septembre 1900) dissous par les Alliés, en 1945, comme tous les clubs et associations allemands (voir Directive n°23).
La ville d’Halberstadt et toute la Saxe-Anhalt se retrouvèrent en zone soviétique puis en RDA à partir de 1947.
L’ancien Germania fut reconstitué en 1947 sous la dénomination de SG Halberstadt-Altstadt. En 1949, il fut rebaptisé BSG Reichsbahn Halberstadt. Comme presque toutes les équipes est-allemandes, l’entité subit des changements de structures et d’appellations selon les humeurs des dirigeants communistes (voir ci-dessous).
La section football du SG Halberstadt-Altstadt disputa en 1948, la finale du Championnat de Saxe-Anhalt, organisé dans la zone soviétique. Il s’inclina (3-2) contre le SG Bernburg-Süd.
Entre 1954 et 1980, le club effectua plusieurs fois la navette entre le 3e et le 2e niveau de la Detuscher Fussball Verband (DFV).
Après la réunification allemande de 1990, le cercle ne dépassa plus le 4e niveau du football allemand réunifié, glissant même au niveau 6 entre 1994 et 2000.
En 2003, le VfB Germania Halberstadt retrouva le 4e niveau à la suite de sa montée en Oberliga Nordost Süd. Cinq ans plus tard, cette ligue recula d’un rang dans la hiérarchie à la suite de l’instauration de la 3. Liga.

### Changements d’appellations

#### Empire allemand et IIIeReich
- 1900: FC Germania Halberstadt

#### Zone d’occupation soviétique
- 1947: SG Halberstadt-Altstadt

#### R.D.A.
- 25/10/1949: BSG Reichsbahn Halberstadt
- 06/06/1950: BSG Lokomotive Halberstadt
- 1971: BSG Lokomotive/Vorwärts Halberstadt
- 1976: BSG Lokomotive Halberstadt

#### R.F.A.
- 13/06/1990: Eisenbahnersportverein (ESV) Halberstadt
- 01/01/1994: Verein für Breitensport (VfB) Halberstadt 1949
- 1994: VfB Halberstadt 1949 / FC Germania 1900 Halberstadt
- depuis le 1er octobre 1997: VfB Germania Halberstadt

### Évolutions dans les différentes divisions

#### R.D.A.
- Bezirksliga Magdeburg (IV): de 1953 à 1957
- II. DDR-Liga (III): de 1958 à 1962
- I. DDR-Liga (II): 1962-1963
- Bezirksliga Magdeburg (III): de 1963 à 1966
- DDR-Liga (II): 1966-1967
- Bezirksliga Magdeburg (III):1967 à 1970
- DDR-Liga (II): 1971 à 1975
- Bezirksliga Magdeburg (III):1975-1976
- DDR-Liga (II): 1976-1977
- Bezirksliga Magdeburg (III):1977-1978
- DDR-Liga (II): 1979-1980
- Bezirksliga Magdeburg (III):1980 à 1990

#### R.F.A.
- Verbandsliga Sachsen-Anhalt (IV): de 1990 à 1992
- Landesliga Sachsen-Anhalt (V): de 1992 à 1994
- Landesliga Sachsen-Anhalt (VI): de 1994 à 2000
- Verbandsliga Sachsen-Anhalt (V): de 2000 à 2003
- Oberliga Nordost Süd (IV): de 2003 à 2008
- NOFV-Oberliga Süd (V): depuis 2008

## Entraîneurs depuis 1980
- 1980–1982: Heinz Karbach
- 1982–1985: Wolfgang Mohnhaupt
- 1985/1986: Wolfgang Juhrsch
- 1986–1989: Werner Friese
- 1989/1990: Klaus Huch & Heinz Weile
- 1990/1991: Heinz Weile & Peter Reim
- 1991/1992: Peter Reim
- 1992–1994: Wolfgang Mohr
- 1994/1995: Thomas Schmeißer & Roland Voigt
- 1995–1997: Herbert Reulecke
- 1997/1998: Thomas Schmeißer & Frank Nothnagel
- 1998/1999: Frank Lindemann
- 1999–2004: Frank Lieberam
- 2004–2007: Thomas Pfannkuch
- à partir 2007: Andreas Petersen

## Localisation

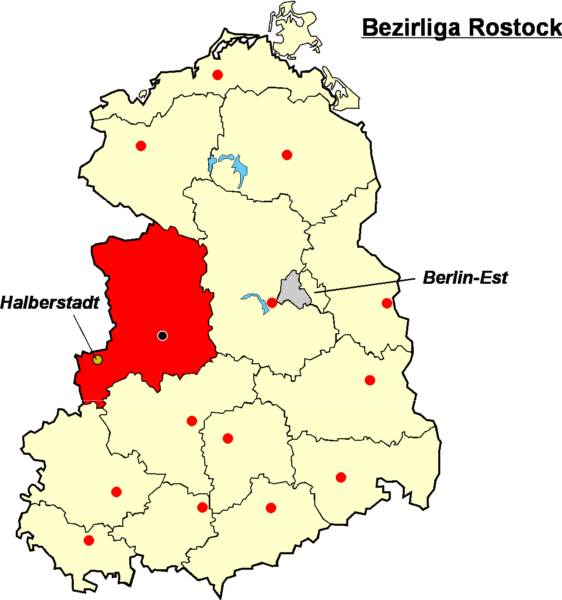
Localisation d'Halberstadt dans la "Bezirksliga Magdebourg"